# David P. Smith
David Peter Smith (Los Angeles, 1968) è un animatore, sceneggiatore e character designer statunitense noto per aver creato le serie a cartoni animati Mixels. È stato anche regista di episodi di altre importanti serie animate, come My Life as a Teenage Robot, Il laboratorio di Dexter e Le Superchicche..

## Filmografia

### Attore

#### Cinema
- Giù per il tubo (Flushed Away), regia di David Bowers e Sam Fell (2006)
- Il figlio di Babbo Natale (Arthur Christmas), regia di Sarah Smith (2011)
- Pirati! Briganti da strapazzo (The Pirates!: In an Adventure with Scientists), regia di Peter Lord e Jeff Newitt (2012)
- I primitivi (Early Man), regia di Nick Park (2018)

### Regista
- My Life as a Teenage Robot 1 episodio, 2006
- Boys Don't Cry (2009-in corso)
- Il laboratorio di Dexter (1996-2003)
- Le Superchicche (1999-2005)

### Autore
- Boys Don't Cry (2009-in corso)